# Очікування (роман)
«Очікування» (англ. Suspense) — останній незакінчений роман британського письменника Джозефа Конрада. Твір опубліковано посмертно у 1925 році завдяки Річарду Керлу, який з рукопису приготував твір до друку.

## Історія видання
Конрад планував написати роман про наполеонівську добу ще у 1918 році, коли закінчував роботу над «Золотою стрілою» та «Визволенням», і писав у своїх листах, що такий задум «весь час присутній у його думках». Конрад розпочав роботу у 1920 році, називаючи твір «романом про Ельбу» і «великим романом середземноморським», а дещо пізніше дав йому тимчасову назву «Острів відпочинку». Попри те, що весною 1921 року Конрад разом із дружиною перебував на Корсиці, збираючи матеріали для роману, зрештою літом того ж року відклав роботу над твором і почав писати «Корсара». Письменник повернувся до написання під кінець 1922 року, даючи їй назву «Очікування», однак йому так і не вдалося закінчити книгу перед смертю.
Події роману значною мірою опираються на щоденники французької аристократки та письменниці Адель Д'осмон.

## Сюжет
Події роману відбуваються у 1815 році. Молодий англієць, Космо Латем, відвідує Ґеную  у часи, коли поблизу на Ельбі перебуває в ув'язненні Наполеон. Молодик знаходиться у середовищі дипломатів і шпигунів, що в'ються навколо постаті засланого імператора. Роман  «вказує на потужний вплив наполеонівського міфу на розвиток політичних та суспільних рухів в Італії».

## Сприйняття
Здзіслав Найдер називає роман «вимріяним» і «виплеканим» самим автором. Конрад писав: «Це великий твір — найбільший з часів роману „Очима Заходу“».
Порівнюючи роман з іншим незакінченим твором Конрада, «Сестри», Найдер пише, що роман «видає вік та втому письменника» оскільки «стиль часами скочується у сторону легкої банальності», але «принаймні два його романи повністю європейські, одночасно з погляду на тло і тематику, яка у двох випадках вражає амбітним розмахом. Серед закінчених творів Конрада лише „Ностромо“ та „Очима Заходу“ можуть дорівнятися багатству тематики роману „Очікування“».